# Coronis (filla de Flègias)
Segons la mitologia grega, Coronis (en grec antic: Κορωνίς) va ser una princesa tessàlia, filla de Flègias, rei dels làpites. Segons una tradició sagrada, testimoniada per una inscripció d'Epidaure, es deia Egle en realitat, però tenia el sobrenom de Coronis ('la cornella') per la seva extraordinària bellesa.
Tingué relacions amb Apol·lo, però li fou infidel i al mateix temps es va casar amb Isquis un príncep arcadi fill d'Èlat. Sembla que temia que el déu es cansés d'ella quan fos vella i que l'abandonés. El déu va matar el corb que li va dur la notícia i el transformà de blanc en negre. A Coronis, engelosit, la traspassà amb les seues sagetes, però en saber que esperava un fill seu, que seria Asclepi, se'n penedí, tragué l'infant del ventre de la mare i el portà al centaure Quiró, que li va ensenyar l'art de la medicina i de la caça. Apol·lo dedicà honors fúnebres a Coronis.